# Bellardia trixago
Bellardia trixago is een kruidachtige plant uit de bremraapfamilie (Orobanchacea). De plant komt voor in het Middellandse Zeegebied op zandige plaatsen langs de kust.

## Naamgeving enetymologie
- Frans: Bellardie multicolore, Bartsie trixago, Bellardie, Cocrète maritime
- Duits: Bunte Bellardie
- Synoniemen: Rhinanthus maximus Willd. (1800), Bartsia maxima (Willd.) Pers. (1806), Bartsia trixago (L.), Rhinanthus trixago (L.) L. (1757)

De geslachtsnaam Bellardia is afkomstig van de botanicus Carlo Antonio Lodovico Bellardi (1741-1826) uit de Italiaanse regio Piëmont.

## Kenmerken
B. trixago is een eenjarige, kruidachtige halfparasiet met een 10 tot 50 cm lange, opgerichte, dikwijls vertakte bloemstengel met naar beneden gerichte haren. De stengelbladeren zijn tegenoverstaand, zittend, lancetvormige tot bijna lineair, met grof getande bladranden.
De bloemen staan in een korte aar. Ze zijn wit en paars, soms wit en geel gekleurd. De kelk is klokvormig, tot halverwege gedeeld in vier stompe, ovale lippen. De kroon is tot 20 mm lang, met twee lippen. De bovenlip is kapvormig en donkerder gekleurd, de onderlip langer dan de bovenlip en voorzien van drie ongelijke, afgeronde, lichter gekleurde lobben. De schutbladen zijn bladachtig, driehoekig van vorm, met gekartelde bladranden.
B. trixago bloeit van mei tot juli.

## Habitaten verspreiding
B. trixago komt vooral voor op zandige locaties aan de kust.
De plant komt voor in het hele Middellandse Zeegebied en langs de kusten van de Atlantische Oceaan, noordelijk tot aan Morbihan.